# Valentin Stojentin
Valentin Stojentin (* um 1485 in Darsow; † 1528 oder 1529 in Rom) war ein herzoglicher Rat in Pommern und Stadthauptmann in Bütow und Loitz.

## Leben
Er stammte aus einer angesehenen Familie in Hinterpommern. Der Onkel Hans Stojentin war Landvogt von Stolp.
Valentin Stojentin studierte an den Universitäten in Frankfurt (Oder) und Greifswald  weltliches und kanonisches Recht, sowie die Artes liberales . Dort begegnete er auch Ulrich von Hutten, zu dem er seitdem freundschaftliche Verbindungen unterhielt, sowie weitere führende Humanisten dieser Zeit, wie Nikolaus Marschalk.
1509 war Valentin Stojentin Sekretär (secretarius) von Herzog Bogislaw X.
Im Frühjahr 1511 begann er eine zweijährige Studienreise durch Deutschland und die Schweiz nach Italien. Ab 1514 studierte er an der bekannten Universität in Bologna Rechtswissenschaft. In diesem Jahr wurde er zum Prokurator der deutschen Nation gewählt.  1516 traf er dort wieder Hutten. Er hatte auch Kontakt zu Christoph von Pommern, einem unehelichen Sohn von Herzog Bogislaw X., der dort ebenfalls studierte. Im Frühjahr 1517 promovierte er dort zum Doktor beider Rechte.
Spätestens seit Ende August 1517 war Valentin  Stojentin wieder am herzoglichen Hof als Rat.
Dort vermittelte er den damals noch relativ unbekannten Johannes Bugenhagen an den Herzog zur Erstellung einer pommerschen Geschichte (Pomerania).
1519 wurde Stojentin zum Amtshauptmann von Bütow ernannt. In den folgenden Jahren war er zusammen mit Jacob Wobeser der wichtigste Vermittler zwischen den aufstrebenden reformatorischen Bewegungen in den Städten und dem alternden Herzog. 1521 begleitete er diesen auf den Reichstag in Worms, auf dem Luther vernommen wurde. Nach der Rückkehr wirkte er weiter beschwichtigend und vermittelnd und sorgte damit maßgebend für eine friedliche Ausbreitung der neuen Ideen in Pommern. 1522 wurde er zum Stadt- und Schlosshauptmann von Loitz ernannt.
Unter den neuen Herzögen Georg I. und Barnim XI. wirkte Stojentin ab 1523 zusammen mit Jacob Wobeser und Jobst von Dewitz weiter zur friedlichen Einführung der Reformation in Pommern. 1525 war er an der Visitation des Nonnenklosters  Neuenkamp beteiligt.
Ende 1528 oder Anfang 1529 verstarb er noch relativ jung in Rom. Die näheren Hintergründe dieser Reise sind nicht überliefert.
Valentin von Stojentin war mit Dorothea Glinken aus einem Greifswalder Patriziergeschlecht verheiratet. Diese richtete nach seinem Tod eine Stiftung zugunsten der Universität Greifswald ein.

## Widmungen
Valentin Stojentin wurde von mehreren Autoren mit Widmungen bedacht.
- Ulrich von Hutten, Sechste Eloge, 1509[5]
- Johannes Bugenhagen, Pomerania, 1518, Stojentin hatte die Entstehung vermittelt
- Nikolaus Marschalk, Commentariolus Annalium Herulorum sive Megapolensium, nach 1521[6]